# Basananthe nummularia
Basananthe nummularia là một loài thực vật có hoa trong họ Lạc tiên. Loài này được Welw. mô tả khoa học đầu tiên năm 1869.